# 奥尔万 (伯尔尼州)

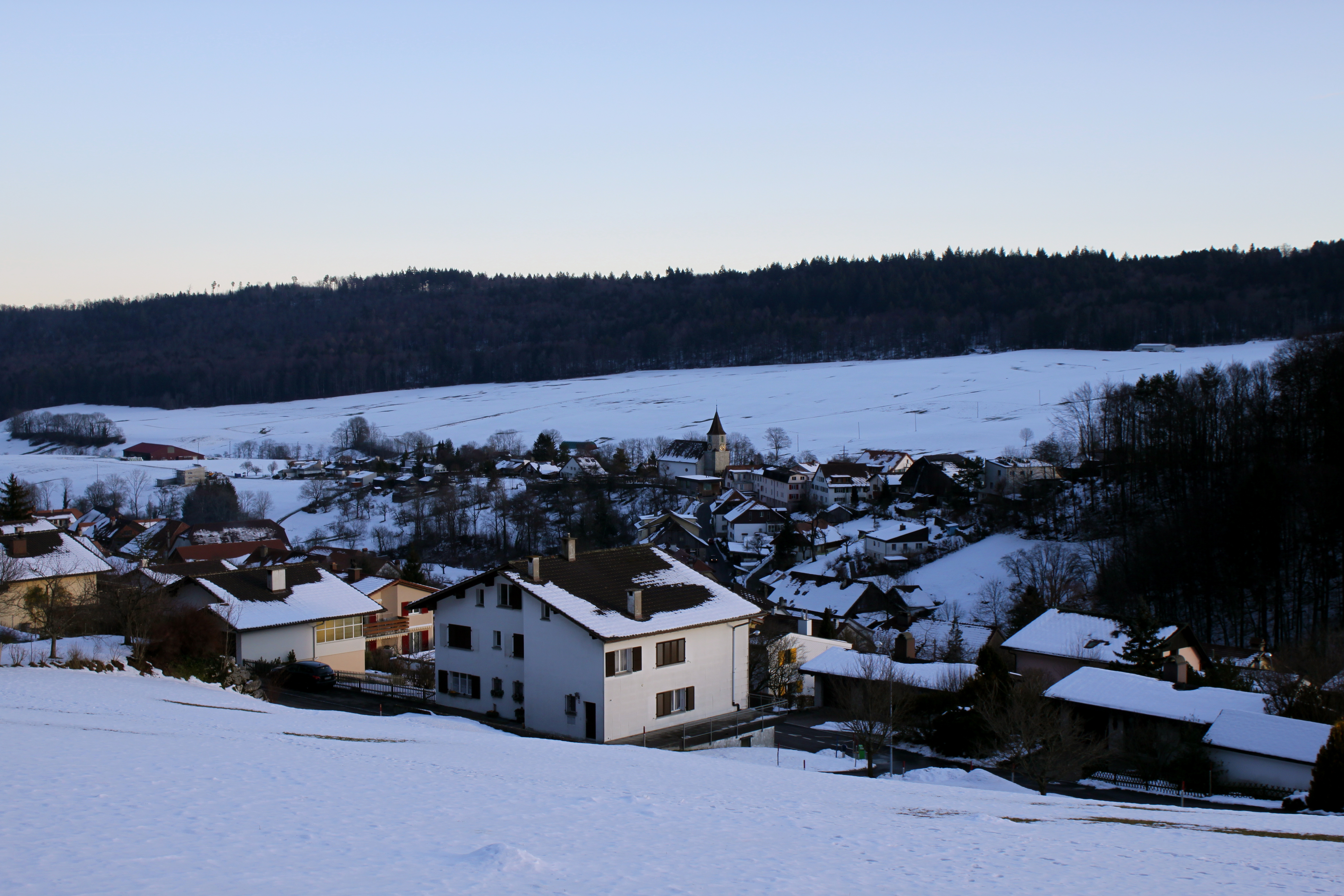

奥尔万（法語：Orvin；德语旧名：Ilfingen）是瑞士的市镇，位於該國中西部，由伯恩州負責管轄，面積21.6平方公里，海拔高度669米，2011年人口1,189，六成人口信奉基督教，人口密度每平方公里55人。

## 外部連結
- Website of the municipality of Orvin （页面存档备份，存于）